# 求む!人間
『求む!人間』（もとむ!にんげん）はNHK「銀河ドラマ」で1970年11月23日から12月4日まで放送された連続テレビドラマである。白黒作品。全10回。

## 概要
「銀河ドラマ」第44作。集団就職で上京した二人の若者が奇妙な友情を結んで励まし合い、時に喧嘩をしながらもそれぞれの道を歩んでゆく姿を、人情味あふれる東京の下町を舞台に描く。前進座育ちで幼馴染だった松山省二と河原崎建三のダブル主演。

## 物語
せっかちで気短かだが要領のいい沼井健太と愚図でのろまだがお人好しの若松市作は職安で知り合い、意気投合する。健太は仕出し弁当屋、市作は工業所に就職したが、失敗を繰り返す市作の尻拭いをするのはいつも健太だった。ある日健太が車で配達の途中、酔って道路に寝ていた落語評論家の高梨を助けたことから、巡り巡って市作が落語家の光楽に弟子入りすることになる。

## キャスト
- 沼井健太 …………… 松山省二
- 若松市作 …………… 河原崎建三
- 佐和子 ……………… 太地喜和子
- 春木屋芳江 ………… 富士真奈美
- 板前時二郎 ………… 露口茂
- 高梨 ………………… 三木のり平
- 光丹 ………………… 河原崎国太郎
- 光楽 ………………… 中村梅之助
- 三吉万造 …………… 江戸家猫八
- 浜倉 ………………… 桜井センリ
- カオル　……………… 水谷曜子
- 光太 ………………… 久門祐夫
- 飯田蝶子
- 阿部洋子
- いまむらいづみ
- 市川寿美礼
- 安芸秀子
- 松本晋平

## スタッフ
- 脚本：西塔勉
- 演出：加納守、小林安次
- 音楽：桑原研郎
- 制作：合川明

## 参考資料
- 「テレビジョンドラマ」（放送映画出版）